# Chutoulang
Chutoulang (kinesiska: 初头朗, 初头朗镇) är en köping i Kina. Den ligger i den autonoma regionen Inre Mongoliet, i den norra delen av landet, omkring 600 kilometer öster om regionhuvudstaden Hohhot. Antalet invånare är 25179. Befolkningen består av 12 044 kvinnor och 13 135 män. Barn under 15 år utgör 15,0 %, vuxna 15-64 år 76 %, och äldre över 65 år 8,0 %.
Genomsnittlig årsnederbörd är 567 millimeter. Den regnigaste månaden är juni, med i genomsnitt 159 mm nederbörd, och den torraste är januari, med 4 mm nederbörd.